# Сатканов, Миржан Мунайдарович
Миржан Мунайдарович Сатканов (каз. Мейіржан Мұнайдарұлы Сатқанов; род. 13 мая 1977 года, Уральск, Западно-Казахстанская область, Казахская ССР, СССР) — казахский политический и государственный деятель. Аким Уральска с 26 апреля 2022 года по 22 июля 2024 года.

## Биография
Миржан Мунайдарович Сатканов родился 13 мая 1977 года в Уральске, Западно-Казахстанской области. В 2000 году окончил измирский (Турция) Университет Девятого сентября по специальности «Экономист».
Работать начал в год окончания университета ведущим специалистом Уральского городского отдела финансов. В разные годы работал:
- Главным специалистом, руководителем отдела и заместителем руководителя департамента поддержки и развития предпринимательства ЗКО;
- Заместителем руководителя управления предпринимательства и индустриально-инновационного развития ЗКО, руководителем управления;
- Руководителем управления пассажирского транспорта и автомобильных дорог ЗКО[2].

С марта 2018 года по сентябрь 2019 года работал заместителем акима Западно-Казахстанской области по вопросам предпринимательства. 6 сентября 2019 года был назначен акимом Бурлинского района Западно-Казахстанской области. 26 апреля 2022 года был переведён с поста акима района на должность акима Уральска.